# Великобританская и Ирландская епархия (РПЦЗ)
Великобрита́нская и Ирла́ндская епа́рхия (англ. The Diocese of Great Britain and Ireland) — епархия Русской православной церкви заграницей на территории Великобритании и Ирландии, существовавшая с 1950-х годов по 2019 год. Она была объединена с Женевской епархией в Лондонскую и Западно-Европейскую епархию.

## История
Основой Великобританской епархии РПЦЗ стал Успенский приход в Лондоне, существовавший как посольская церковь с 1716 года. За время своего существования приход сменил несколько адресов.
После 1917 года находился в юрисдикции Зарубежного Высшего Церковного Управления, но в 1926 году часть прихожан отошла в ведение митрополита Евлогия (Георгиевского). Некоторое время службы совершались попеременно. В 1931 году евлогиевская часть прихода была принята в состав Константинопольского Патриархата, а другая часть образовала отдельный приход с тем же названием в юрисдикции РПЦЗ.
В 1929 году для окормления православных верующих в Великобритании было решено учредить Лондонское викариатство в подчинении Западно-Европейской епархии Русской Зарубежной Церкви. Однако уже в 1932 году, в связи с безвременной кончиной епископа Николая (Карпова), викариатство прекратило существование.
Лишь после Второй мировой войны, когда количество русских беженцев и эмигрантов в Великобритании значительно выросло и стали открываться новые приходы, православное викариатство было возрождено под именем Престонского, а затем Ричмондского, затем Ричмондское викариатство было преобразовано в самостоятельную Ричмондскую и Британскую епархию.
22 октября 1953 года Архиерейский Синод РПЦЗ постановил «учредить в Англии викариатство Зап. Европейской епархии, а о титуле викария иметь особое суждение в Архиерейском Синоде, по получении всех справок о наиболее удобном по местным условиям названии», викарным епископом для Англии был назначен архимандрит Никодим (Ногаев).
C 1962 года на территории Великобритании и Ирландии параллельно существует Сурожская епархия Московского патриархата.
После кончины Архиепископа Никодима Ричмондского и Британского в 1976 году, Британская Епархия потеряла свою независимость и снова была включена в Западно-Европейскую.
С января 1986 года Великобританская епархия Зарубежной Церкви вошла в ведение Германского архиерея, формально продолжая существовать как отдельная епархия.
В 1990-е годы Успенский приход Русской православной церкви заграницей выстроил в лондонском районе Ганнерсбери новое церковное здание Успенского собора в классических традиция русской архитектуры, где ныне расположен епархиальный центр Великобританской епархии.
Стремление к восстановлению канонических отношений между РПЦЗ и Московским Патриархатом встретило неприятие среди части клириков и прихожан. В январе 2007 года монашеское братство святого Эдуарда в Бруквуде, Благовещенский монастырь в Уиллесдене, и миссионерский приход святого Бонифация на острове Уайт перешли в неканоническую юрисдикцию «Синод противостоящих».
Это оставило епархию без декана, данное послушание ранее исполнял архимандрит Алексий (Побджой) из Братства святого Эдуарда. В результате раскола епархия в первый раз за несколько десятилетий осталась без монашествующих.
По просьбе Архиерейского Синода РПЦЗ, архиепископ Сан-Францисский Кирилл (Дмитриев) совершил пастырскую поездку в епархию в связи с недавним расколом, с тем чтобы рассеять страхи и опасения людей. Он посвятил причётника Эндрю Бонда в сан диакона к приходу святого Иоанна Чудотворца в Филикстоу.
После восстановления общения в 2007 году Зарубежной Церкви и Церкви в Отечестве, епархия поддерживает близкие связи с параллельной патриаршей кафедрой — Сурожской. Духовенство обеих епархий часто проводит совместные богослужения в храмах Великобританской епархии, Сурожской епархии и двух ставропигиальных приходах Русской Православной Церкви в Великобритании и Ирландии.
В ноябре 2008 года приход святого Иоанна, ранее располагавшийся в арендованных помещениях в Филикстоу, переместился в приобретённое общиной здание гарнизонной церкви в Колчестере. Игумен Сергий (Армстоун), перешедший из юрисдикции Миланского Синода был рукоположён в помощь приходу в феврале 2009 года, таким образом, восстановив присутствие монашествующих в епархии.
Для прихожан церкви в Филикстоу, которые не смогли приехать в Колчестер, был создан новый приход в честь иконы Божией Матери Всех скорбящих радость в Меттингэме (англ.), где регулярные службы проводятся с Пасхи 2009 года. Для этого прихода был построен храм, освящённый архиепископом Марком в июле 2009 года. В феврале 2011 года один из чтецов этого прихода был рукоположён в сан священника.
В июле 2009 года, приход святой Елизаветы, который тринадцать лет располагался в частном доме на северо-западе Англии, стал проводить службы в новой церкви, которая ранее была кладбищенской часовней и не действовала несколько лет. Хотя приход не является владельцем здания, он имеет долгосрочную аренду на часовню.
Архиерейский Синод РПЦЗ на заседании, прошедшем с 27 по 29 июня 2019 года, по докладу епископа Ричмондского и Западно-Европейского Иринея постановил объединить Великобританскую и Западно-Европейскую епархии под омофором правящего архиерея с титулом «епископ Лондонский и Западно-Европейский». Территория упразднённой епархии сохранилась в качестве «Епархиального региона Британских островов» в рамках объединённой епархии.

## Епископы
Лондонское викариатство Западно-Европейской епархии
- Николай (Карпов) (30 июня 1929 — 11 октября 1932)
- Виталий (Устинов) (1947—1951), архимандрит, временный заведующий

Престонское викариатство Западно-Европейской епархии
- Никодим (Нагаев) (18 июля 1954 — сентябрь 1963)

Ричмондская и Британская епархия
- Никодим (Нагаев) (сентябрь 1963 — 17 октября 1976)
- Константин (Ессенский) (1981 — январь 1986)

Великобританская и Ирландская епархия
- Марк (Арндт) (март 1986 — 8 декабря 2016)
- Иларион (Капрал) (8 декабря 2016 — 20 сентября 2018)
  - Ириней (Стинберг) (9 июня 2017 — 20 сентября 2018), епископ Сакраментский, администратор епархии
- Ириней (Стинберг) (c 20 сентября 2018 года)

## Приходы и клирики (на 2018)
- Собор Успения Пресвятой Богородицы и Святых Царственных Мучеников в Чизике (Западный Лондон)
- Храм Святого Иоанна Чудотворца (Колчестр)
- Свято-Елизаветинская церковь (Уоллэси)
- Храм Иоанна Шанхайского (Белфаст)
- Скорбященская церковь (Меттингем)
- Свято-Колмановская церковь в километре от Страдбалли, Лиишь
- Часовня Живоносного Источника (деревня Уолсингем)
- Миссия святого Николая Чудотворца (Бьюттаун, Кардифф)
- Миссия святого князя Владимира (Челтнем)

В тому времени в епархии служили десятеро священников, двое диаконов и несколько церковнослужителей.